# Нидерволд (Тексас)
Нидерволд (енгл. Niederwald) град је у америчкој савезној држави Тексас. По попису становништва из 2010. у њему је живело 565 становника.

## Демографија
Према попису становништва из 2010. у граду је живело 565 становника, што је 19 (3,3%) становника мање него 2000. године.
| Група             | 2000.       | 2010.       |
| Белци             | 360 (61,6%) | 291 (51,5%) |
| Афроамериканци    | 23 (3,9%)   | 12 (2,1%)   |
| Азијати           | 8 (1,4%)    | 2 (0,4%)    |
| Хиспаноамериканци | 188 (32,2%) | 255 (45,1%) |
| Укупно            | 584         | 565         |